# Lista de prêmios e indicações recebidos por Scarlett Johansson

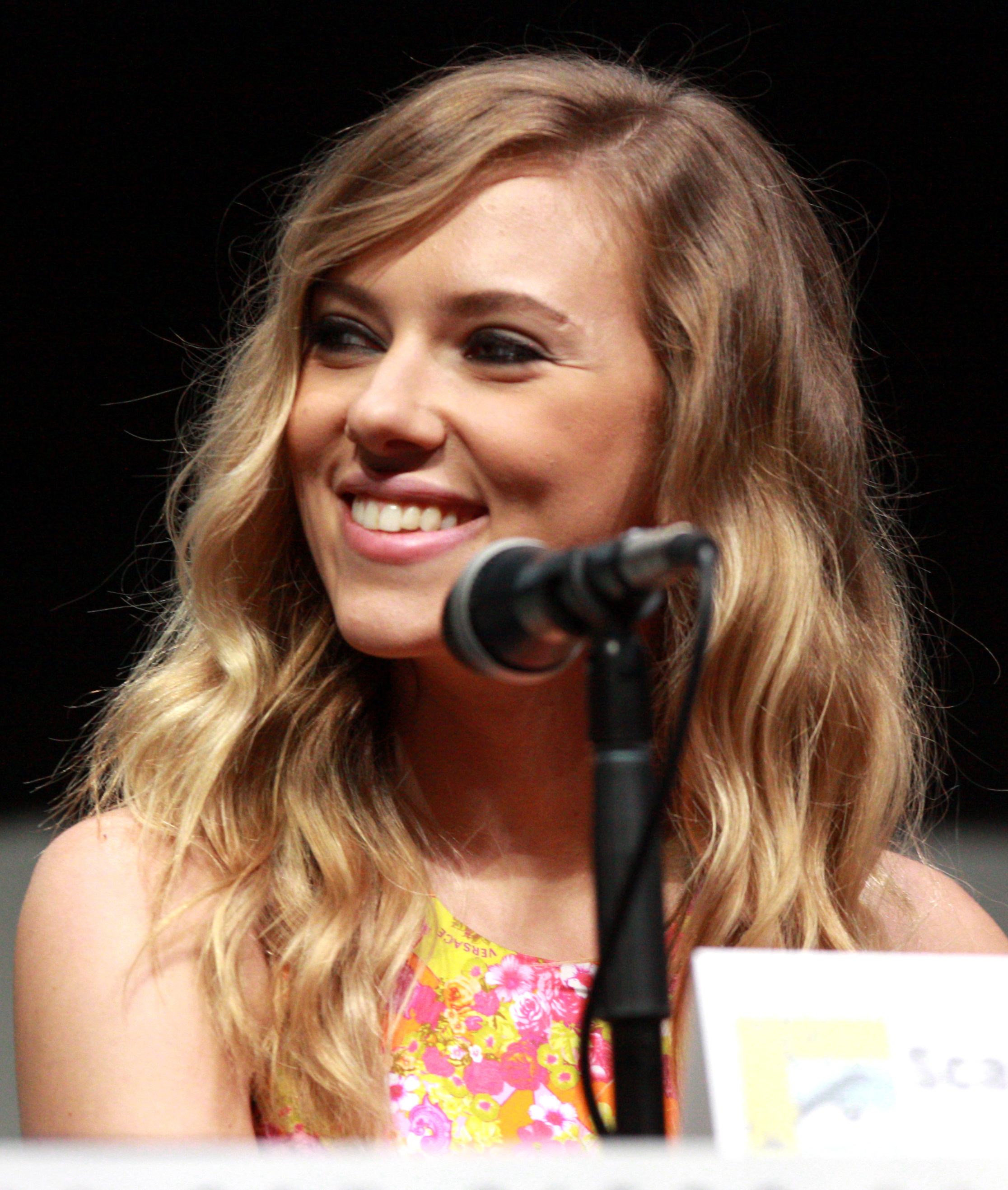
Johansson na San Diego Comic-Con, em 2013

Esta é uma Lista de prêmios e indicações recebidos por Scarlett Johansson.

## Lista

#### Oscar
| Ano  | Nomeação       | Categoria                | Resultado | Ref.  |
| ---- | -------------- | ------------------------ | --------- | ----- |
| 2020 | Marriage Story | Melhor Atriz             | Indicado  | [ 1 ] |
| 2020 | Jojo Rabbit    | Melhor Atriz Coadjuvante | Indicado  | [ 1 ] |

#### BAFTA
| Ano  | Nomeação                  | Categoria                | Resultado | Ref.  |
| ---- | ------------------------- | ------------------------ | --------- | ----- |
| 2004 | Lost in Translation       | Melhor Atriz             | Venceu    | [ 2 ] |
| 2004 | Girl with a Pearl Earring | Melhor Atriz             | Indicado  | [ 2 ] |
| 2020 | Marriage Story            | Melhor Atriz             | Indicado  | [ 3 ] |
| 2020 | Jojo Rabbit               | Melhor Atriz Coadjuvante | Indicado  | [ 3 ] |

#### Tony Awards
| Ano  | Nomeação               | Categoria                            | Resultado | Ref.  |
| ---- | ---------------------- | ------------------------------------ | --------- | ----- |
| 2010 | A View From the Bridge | Melhor Atriz Coadjuvante em uma Peça | Venceu    | [ 4 ] |

#### Globo de Ouro
| Ano  | Indicação                  | Categoria                                   | Resultado | Ref.  |
| ---- | -------------------------- | ------------------------------------------- | --------- | ----- |
| 2004 | Lost in Translation        | Melhor Atriz em Filme de Comédia ou Musical | Indicado  | [ 5 ] |
| 2004 | Girl with a Pearl Earring  | Melhor Atriz em Filme Dramático             | Indicado  | [ 5 ] |
| 2005 | A Love Song for Bobby Long | Melhor Atriz em Filme Dramático             | Indicado  | [ 6 ] |
| 2006 | Match Point                | Melhor Atriz Coadjuvante em Cinema          | Indicado  | [ 7 ] |
| 2020 | Marriage Story             | Melhor Atriz em Filme Dramático             | Indicado  | [ 8 ] |

#### SAG Awards
| Ano  | Indicação      | Categoria                | Resultado | Ref.  |
| ---- | -------------- | ------------------------ | --------- | ----- |
| 2020 | Marriage Story | Melhor Atriz Principal   | Indicado  | [ 9 ] |
| 2020 | Jojo Rabbit    | Melhor Atriz Coadjuvante | Indicado  | [ 9 ] |
| 2020 | Jojo Rabbit    | Melhor Elenco em Cinema  | Indicado  | [ 9 ] |

#### Critics' Choice Movie Awards
| Ano  | Nomeação                   | Categoria                     | Resultado | Ref.   |
| ---- | -------------------------- | ----------------------------- | --------- | ------ |
| 2004 | Lost in Translation        | Melhor Atriz Coadjuvante      | Indicado  | [ 10 ] |
| 2014 | Her                        | Melhor Atriz Coadjuvante      | Indicado  | [ 11 ] |
| 2015 | Lucy                       | Melhor Atriz em Filme de Ação | Indicado  | [ 12 ] |
| 2017 | Captain America: Civil War | Melhor Atriz em Filme de Ação | Indicado  | [ 13 ] |
| 2020 | Melhor Atriz Coadjuvante   | Jojo Rabbit                   | Indicado  | [ 14 ] |
| 2020 | Melhor Atriz               | Marriage Story                | Indicado  | [ 14 ] |
| 2020 | Melhor Elenco              | Marriage Story                | Indicado  | [ 14 ] |

### Prêmios de críticos de cinema
| Ano  | Nomeação                  | Categoria                                                                       | Resultado | Ref. |
| ---- | ------------------------- | ------------------------------------------------------------------------------- | --------- | ---- |
| 1998 | O Encantador de Cavalos   | Chicago Film Critics Association Award de melhor atriz promissora               | Indicado  |      |
| 2001 | Ghost World               | Toronto Film Critics Association Award de melhor atriz coadjuvante              | Venceu    |      |
| 2001 | Ghost World               | Online Film Critics Society Award de melhor atriz coadjuvante                   | Indicado  |      |
| 2001 | Ghost World               | Boston Society of Film Critics Award de melhor atriz coadjuvante                | Indicado  |      |
| 2003 | Lost in Translation       | Boston Society of Film Critics Award de melhor atriz                            | Venceu    |      |
| 2003 | Lost in Translation       | New York Film Critics Online Award de melhor atriz coadjuvante                  | Venceu    |      |
| 2003 | Lost in Translation       | Chicago Film Critics Association Award de melhor atriz                          | Indicado  |      |
| 2003 | Lost in Translation       | Dallas–Fort Worth Film Critics Association Award de melhor atriz                | Indicado  |      |
| 2003 | Lost in Translation       | Online Film Critics Society Award de melhor atriz                               | Indicado  |      |
| 2003 | Lost in Translation       | Vancouver Film Critics Circle Award de melhor atriz                             | Indicado  |      |
| 2003 | Girl with a Pearl Earring | London Film Critics' Circle Award de atriz do ano                               | Indicado  |      |
| 2006 | Match Point               | Chicago Film Critics Association Award de melhor atriz coadjuvante              | Indicado  |      |
| 2006 | Match Point               | Dallas–Fort Worth Film Critics Association Award de melhor atriz coadjuvante    | Indicado  |      |
| 2013 | Her                       | Chicago Film Critics Association Award de melhor atriz coadjuvante              | Indicado  |      |
| 2013 | Her                       | Detroit Film Critics Society Award de melhor atriz coadjuvante                  | Venceu    |      |
| 2013 | Her                       | Online Film Critics Society Award de melhor atriz coadjuvante                   | Indicado  |      |
| 2013 | Her                       | St. Louis Gateway Film Critics Association Award de melhor atriz coadjuvante    | Indicado  |      |
| 2013 | Her                       | Washington D.C. Area Film Critics Association Award de melhor atriz coadjuvante | Indicado  |      |
| 2014 | Under the Skin            | Chicago Film Critics Association Award de melhor atriz                          | Indicado  |      |
| 2014 | Under the Skin            | Detroit Film Critics Society Award de melhor atriz                              | Indicado  |      |
| 2014 | Under the Skin            | Dublin Film Critics' Circle Award de melhor atriz                               | Indicado  |      |
| 2014 | Under the Skin            | London Film Critics' Circle Award de atriz do ano                               | Indicado  |      |
| 2014 | Under the Skin            | National Society of Film Critics Award de melhor atriz                          | Indicado  |      |
| 2014 | Under the Skin            | San Francisco Film Critics Circle Award de melhor atriz                         | Indicado  |      |
| 2014 | Under the Skin            | Washington D.C. Area Film Critics Association Award de melhor atriz             | Indicado  |      |
| 2019 | Marriage Story            | Hollywood Film Critics Awards                                                   | Pendente  |      |
| 2019 | Marriage Story            | San Diego Film Critics Society de Melhor Atriz                                  | Pendente  |      |

### Gotham Independent Film Awards
| Ano  | Nomeação                 | Categoria                                             | Resultado | Ref.   |
| ---- | ------------------------ | ----------------------------------------------------- | --------- | ------ |
| 2008 | Vicky Cristina Barcelona | Gotham Independent Film Awards for Best Ensemble Cast | Venceu    | [ 16 ] |
| 2013 | Don Jon                  | Gotham Independent Film Awards de melhor atriz        | Indicado  | [ 16 ] |
| 2014 | Under the Skin           | Gotham Independent Film Awards de melhor atriz        | Indicado  | [ 16 ] |

### Saturn Award
| Ano  | Nomeação                            | Categoria                                  | Resultado | Ref.   |
| ---- | ----------------------------------- | ------------------------------------------ | --------- | ------ |
| 2011 | Iron Man 2                          | Prêmio Saturno de melhor atriz coadjuvante | Indicado  | [ 17 ] |
| 2014 | Her                                 | Prêmio Saturno de melhor atriz coadjuvante | Venceu    | [ 18 ] |
| 2015 | Captain America: The Winter Soldier | Prêmio Saturno de melhor atriz coadjuvante | Indicado  | [ 19 ] |
| 2017 | Captain America: Civil War          | Prêmio Saturno de melhor atriz coadjuvante | Indicado  | [ 20 ] |

### Diversos
| Ano  | Nomeação                                        | Categoria                                                                 | Resultado | Ref.   |
| ---- | ----------------------------------------------- | ------------------------------------------------------------------------- | --------- | ------ |
| 1996 | Manny & Lo                                      | Independent Spirit Award de melhor atriz                                  | Indicado  |        |
| 1998 | O Encantador de Cavalos                         | YoungStar Award de melhor atriz jovem em um filme de drama                | Venceu    |        |
| 1999 | O Encantador de Cavalos                         | Young Artist Awards - melhor performance em um longa metragem             | Indicado  |        |
| 2002 | An American Rhapsody                            | Young Artist Awards - melhor performance em um longa metragem             | Venceu    | [ 21 ] |
| 2002 | An American Rhapsody                            | Young Artist Awards - melhor vestuário em um longa metragem               | Venceu    |        |
| 2003 | Lost in Translation                             | Venice Film Festival Upstream Prize for Best Actress                      | Venceu    |        |
| 2003 | Lost in Translation                             | Satellite Award de melhor atriz coadjuvante no cinema                     | Indicado  |        |
| 2003 | Lost in Translation                             | Prémio MTV Movie de melhor revelação                                      | Indicado  |        |
| 2003 | Girl with a Pearl Earring                       | British Independent Film Award de melhor atriz                            | Indicado  |        |
| 2004 | Girl with a Pearl Earring e Lost in Translation | Palm Springs International Film Festival Rising Star Award                | Venceu    |        |
| 2004 | Lost in Translation                             | Teen Choice Award for Breakout Movie Star – Female                        | Indicado  |        |
| 2005 | Girl with a Pearl Earring e Lost in Translation | Sant Jordi Award de melhor atriz estrangeira                              | Venceu    |        |
| 2005 | A Love Song for Bobby Long                      | Prism Award por performance em um longa-metragem                          | Indicado  |        |
| 2005 | In Good Company                                 | Prémios Teen Choice de melhor atriz - drama                               | Indicado  | [ 22 ] |
| 2006 | The Prestige e The Black Dahlia                 | Prémios Teen Choice de melhor atriz - drama                               | Indicado  |        |
| 2008 | The Other Boleyn Girl                           | Prémios Teen Choice de melhor atriz - drama                               | Indicado  | [ 23 ] |
| 2010 | Iron Man 2                                      | Scream Award for Best Science Fiction Actress                             | Venceu    |        |
| 2010 | Iron Man 2                                      | Prémios Teen Choice de melhor atriz - ficção científica/fantasia          | Indicado  | [ 24 ] |
| 2012 | We Bought a Zoo                                 | Prémios Teen Choice de melhor atriz - drama                               | Indicado  | [ 25 ] |
| 2012 | —                                               | Golden Camera de melhor atriz internacional                               | Venceu    |        |
| 2012 | The Avengers                                    | Prémios Teen Choice de melhor atriz - ficção científica/fantasia          | Indicado  | [ 25 ] |
| 2012 | The Avengers                                    | Prémios Teen Choice de melhor atriz                                       | Indicado  | [ 25 ] |
| 2013 | The Avengers                                    | MTV Movie & TV Awards de melhor luta                                      | Venceu    |        |
| 2013 | The Avengers                                    | People's Choice Awards de melhor atriz favorita                           | Indicado  | [ 26 ] |
| 2013 | The Avengers                                    | People's Choice Awards de gesto favorito de heroísmo                      | Indicado  | [ 26 ] |
| 2013 | The Avengers                                    | People's Choice Awards de favorito On-Screen Chemistry                    | Indicado  | [ 26 ] |
| 2013 | The Avengers                                    | SFX Award de melhor atriz                                                 | Venceu    |        |
| 2013 | Under the Skin                                  | British Independent Film Awards de melhor performance                     | Indicado  |        |
| 2013 | Her                                             | Rome Film Festival Award de melhor atriz                                  | Venceu    |        |
| 2013 | Don Jon                                         | WFCC Award de melhor atriz cômica                                         | Indicado  |        |
| 2014 | Her                                             | American Comedy Awards de melhor atriz coadjuvante cômica                 | Indicado  |        |
| 2014 | Don Jon                                         | MTV Movie & TV Awards de melhor beijo                                     | Indicado  |        |
| 2014 | Don Jon                                         | People's Choice Awards de melhor atriz favorita cômica                    | Indicado  |        |
| 2014 | —                                               | People's Choice Awards de melhor atriz favorita                           | Indicado  | [ 27 ] |
| 2014 | Captain America: The Winter Soldier             | Prémios Teen Choice de melhor atriz - ficção científica/fantasia          | Indicado  | [ 28 ] |
| 2015 | Captain America: The Winter Soldier             | People's Choice Awards de melhor atriz favorita                           | Indicado  | [ 29 ] |
| 2015 | Captain America: The Winter Soldier             | People's Choice Awards de melhor atriz favorita                           | Indicado  | [ 29 ] |
| 2015 | Captain America: The Winter Soldier             | People's Choice Awards de melhor filme favorito                           | Indicado  | [ 29 ] |
| 2015 | Captain America: The Winter Soldier             | MTV Movie & TV Awards de melhor beijo                                     | Indicado  |        |
| 2015 | Lucy                                            | Jupiter Award de melhor atriz internacional                               | Indicado  |        |
| 2015 | Lucy                                            | MTV Movie & TV Awards de melhor performance                               | Indicado  |        |
| 2015 | Avengers: Age of Ultron                         | Prémios Teen Choice de melhor atriz - ficção científica/fantasia          | Indicado  | [ 30 ] |
| 2016 | Avengers: Age of Ultron                         | People's Choice Awards de melhor atriz favorita                           | Indicado  | [ 31 ] |
| 2016 | Avengers: Age of Ultron                         | People's Choice Awards de melhor filme favorito                           | Indicado  | [ 31 ] |
| 2016 | Captain America: Civil War                      | Prémios Teen Choice de melhor atriz - ficção científica/fantasia          | Indicado  | [ 32 ] |
| 2016 | Captain America: Civil War                      | Nickelodeon Kids' Choice Awards de atriz favorita                         | Indicado  | [ 33 ] |
| 2016 | Captain America: Civil War                      | Nickelodeon Kids' Choice Awards de atriz favorita de Butt-Kicker favorita | Indicado  | [ 33 ] |
| 2016 | Captain America: Civil War                      | Nickelodeon Kids' Choice Awards de Squad                                  | Indicado  | [ 33 ] |
| 2017 | Captain America: Civil War                      | People's Choice Awards de melhor atriz favorita                           | Indicado  | [ 34 ] |
| 2017 | Captain America: Civil War                      | People's Choice Awards de melhor atriz favorita                           | Indicado  | [ 34 ] |
| 2017 | Captain America: Civil War                      | Jupiter Award de melhor atriz internacional                               | Indicado  |        |
| 2020 | Marriage Story                                  | Satellite Award de melhor atriz em drama                                  | Venceu    |        |